# Kozbeyli, Foça
Kozbeyli là một xã thuộc huyện Foça, tỉnh İzmir, Thổ Nhĩ Kỳ. Dân số thời điểm năm 2010 là 559 người.